# 몽트뢰 재즈 페스티벌
몽트뢰 재즈 페스티벌(Montreux Jazz Festival)은 스위스의 음악 페스티벌로, 매년 7월 초 제네바 해안선 몽트뢰에서 열린다. 캐나다 몬트리올 국제 재즈 페스티벌에 이어 세계에서 두 번째로 큰 연간 재즈 페스티벌이다.
창시자이자 수석 조직자인 클라우드 놉스는 몽트뢰에 많은 아티스트들을 데려왔다. 마티외 자통은 놉스가 2013년에 사망한 이후 그 축제를 조직해오고 있다.

## 장소
원래 이 축제는 1971년 12월 프랭크 자파의 공연(딥 퍼플의 〈Smoke on the Water〉에서 언급) 중에 불타버린 원래의 몽트뢰 카지노에서 열렸다. 이 축제는 1975년에 재건된 새로운 카지노로 돌아갈 수 있을 때까지 몽트뢰의 다른 강당에서 열렸다. 축제는 계속 성장했고, 1993년에 그것은 더 큰 몽트뢰 컨벤션 센터로 옮겨갔다. 1995년부터 2008년까지 컨벤션 센터와 카지노를 모두 점령했다.

## 갤러리

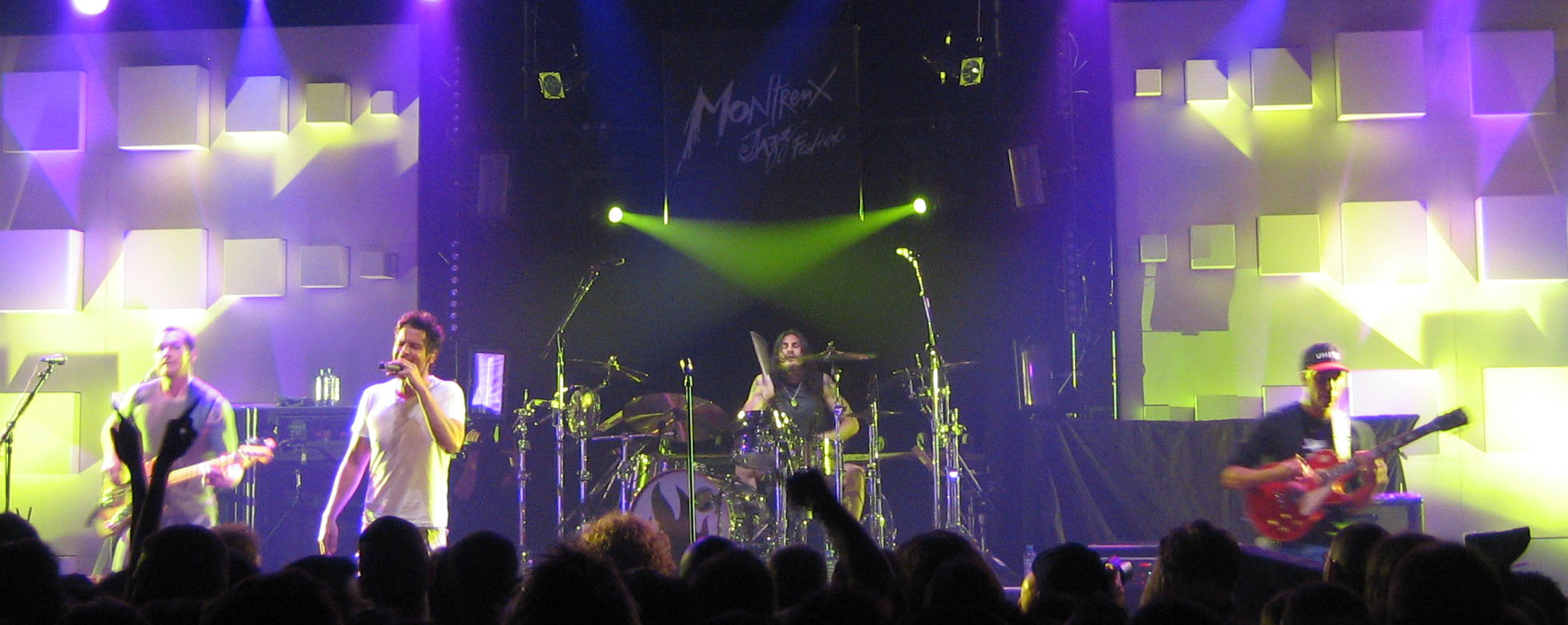
2005
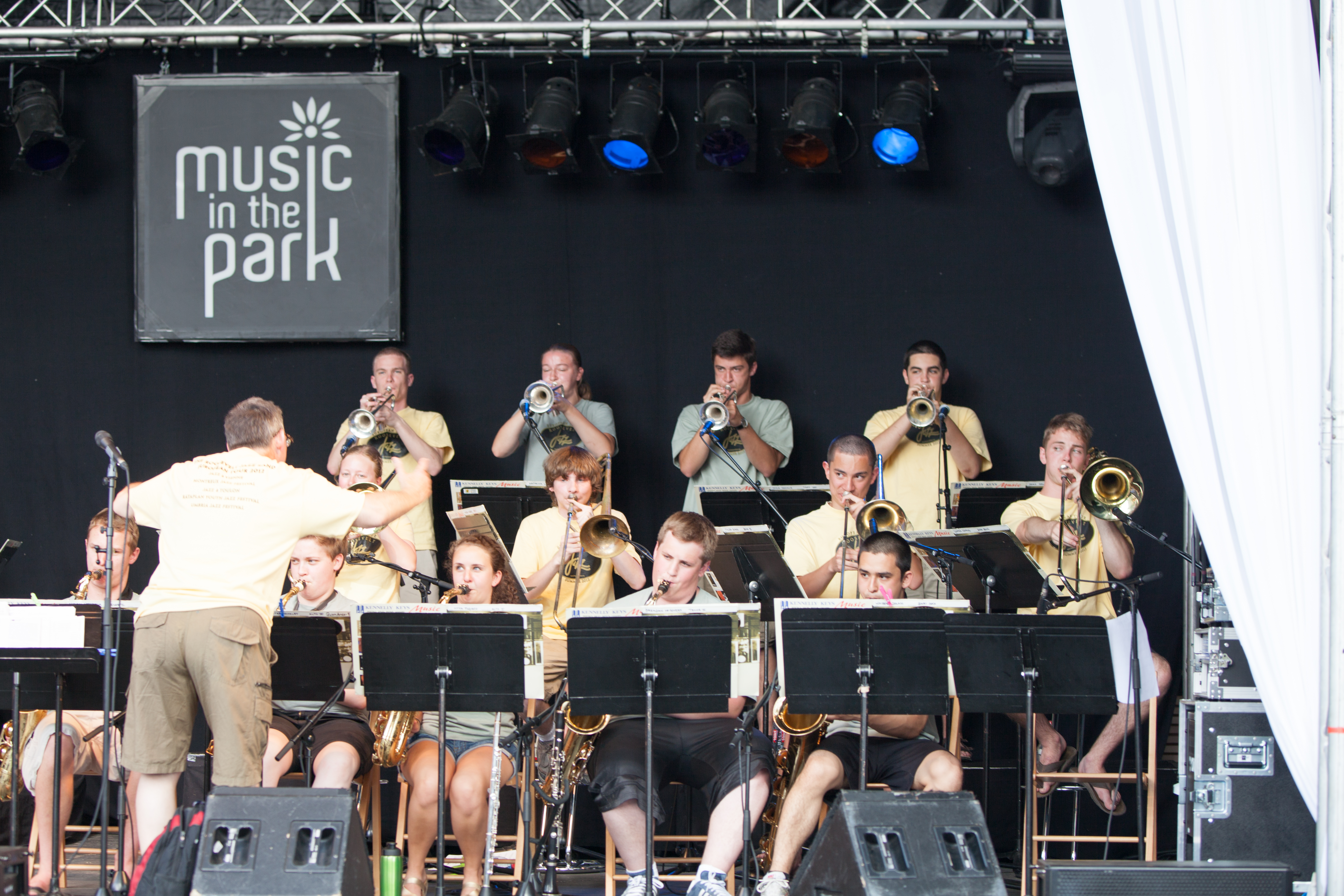
2012
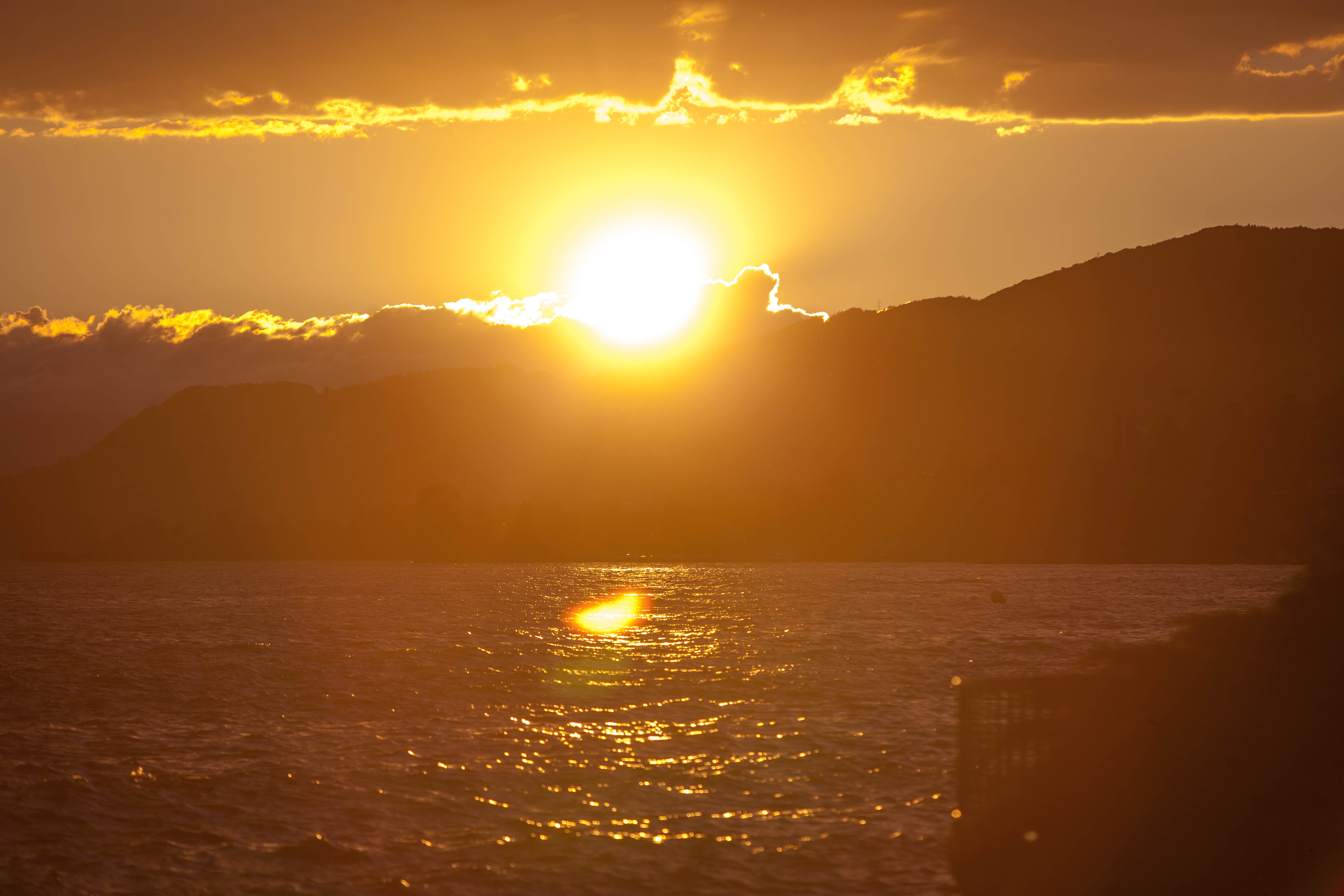
2012
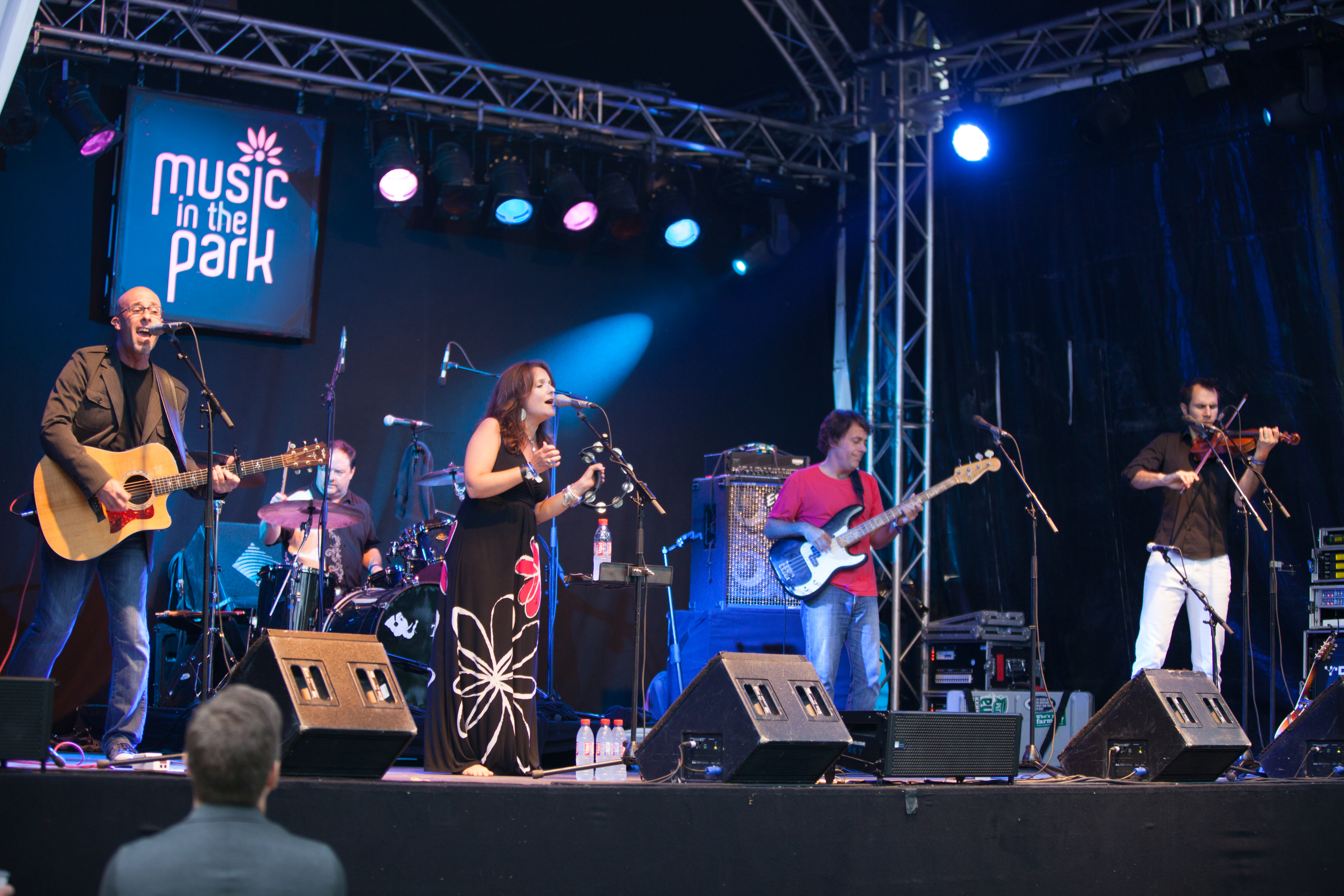
2012
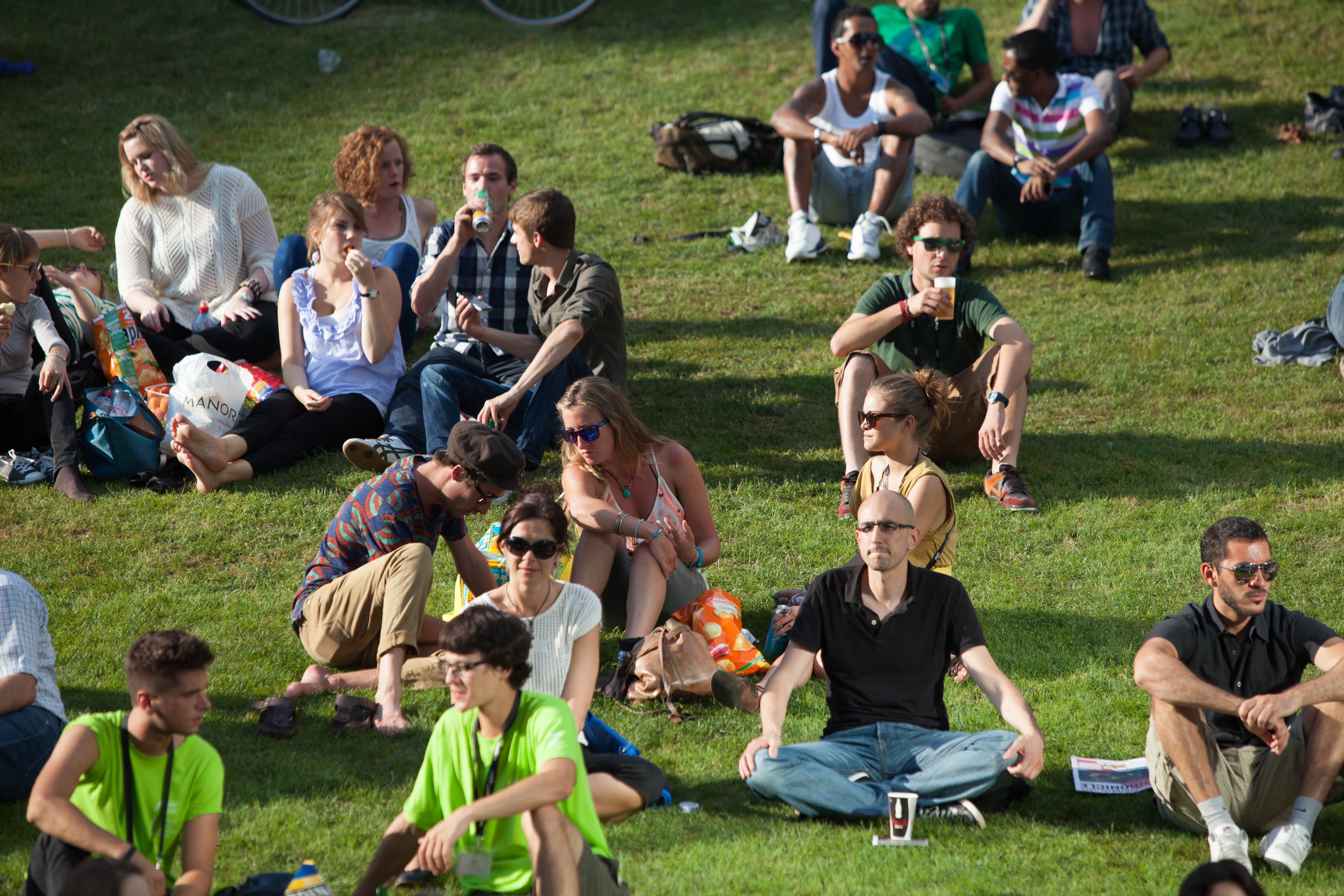
2012
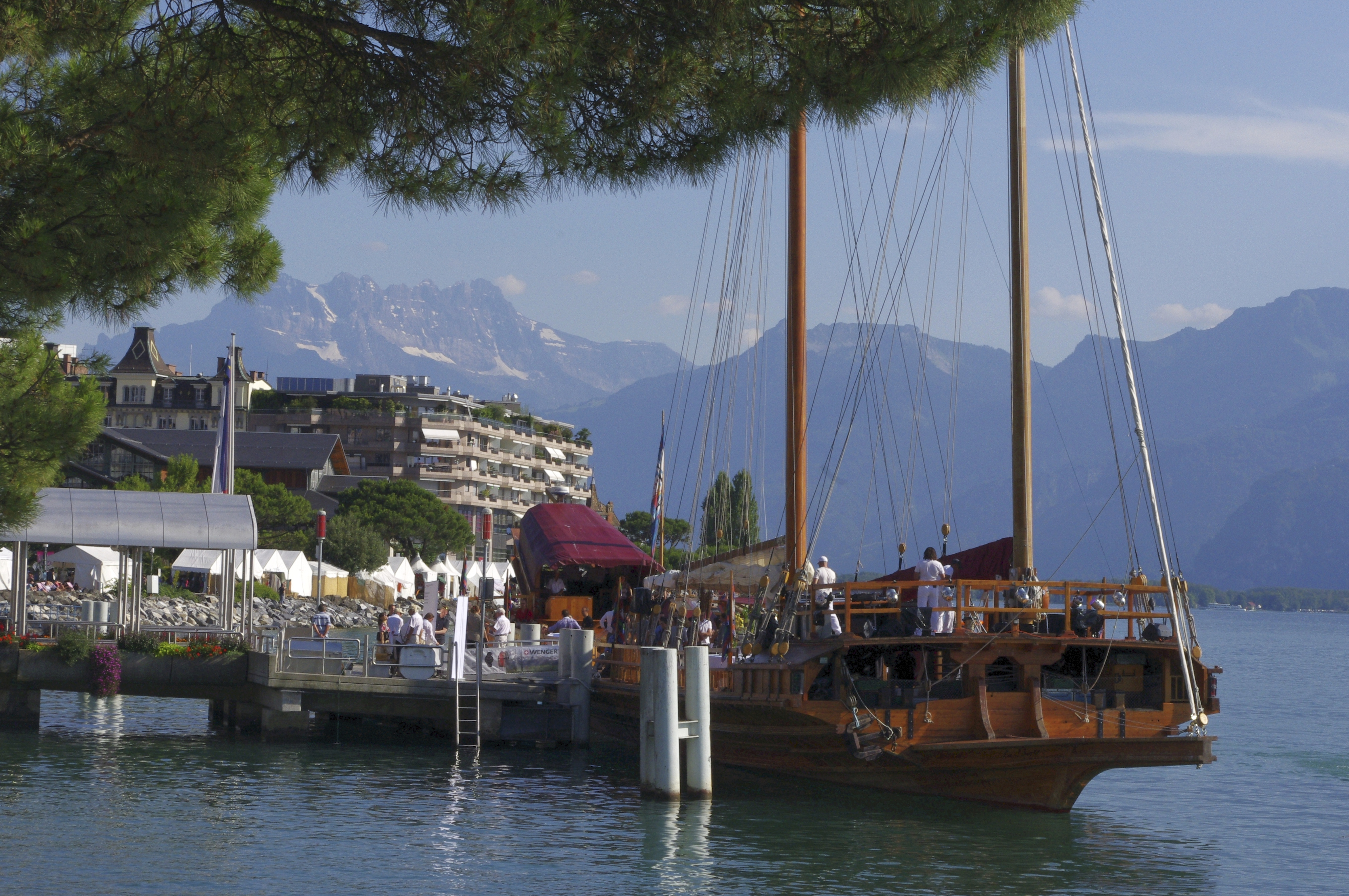
2013